# Diagrypnodes wakefieldi
Diagrypnodes wakefieldi là một loài bọ cánh cứng trong họ Salpingidae. Loài này được Waterhouse miêu tả khoa học năm 1876.